# Темное (Пермский край)
Темное — деревня в Чернушинском районе Пермского края. Входит в состав Тюинского сельского поселения.

## География
Расположена в правобережье реки Тюй в 21 км к востоку от города Чернушки и в 170 км к югу от Перми. Находится в лесистой слабозаселённой местности.
С юга к деревне примыкает малый посёлок Казарма 1331 км при остановочном пункте 1331 км на ж.-д. магистрали Москва — Казань — Екатеринбург. Имеется подъездная автодорога от автодороги Чернушка — Октябрьский.

## Население
По результатам переписи 2010 года численность населения составила 83 человека, в том числе 31 мужчина и 52 женщины. В 2005 году численность населения составляла 99 человек.